# 王珪 (唐朝)
王珪（571年—639年），字叔玠，出于乌丸王氏。王僧辩孙、王顗子，唐朝宰相。

## 生平
王珪少孤，叔父王頍因参与汉王杨谅谋反，被诛杀，王珪受到牵连，隱居於終南山，直到隋朝灭亡。李纲以其“贞谅有器识”，荐为世子府咨议参军，為太子舍人，成為李建成的心腹。后来由于李建成阴谋作乱之事所牵连，王珪被流放到嶲州。玄武门之变後，王珪被太宗召回，拜諫議大夫，遷黃門侍郎、兼太子右庶子。貞觀二年（628年），任侍中。
貞觀六年（632年），唐太宗在丹霞殿設宴，叫王珪評品諸大臣。王珪說：「孜孜奉國，知無不為，臣不如玄齡。才兼文武，出將入相，臣不如李靖。敷奏祥明，出納唯允，臣不如彥博。處繁治劇，眾務必舉，臣不如戴冑。恥君不及堯、舜，以諫諍為己任，臣不如魏徵。至於激濁揚清，嫉惡好善，臣於數子亦有一日之長。」與房玄齡、魏徵、杜如晦等齊名，《旧唐书》评价他：“性雅淡，少嗜欲，志量沇深，能安于贫贱，体道履正，交不苟合。”人稱唐初四大名相。逝世后，追赠吏部尚書。

## 家庭

### 母亲
- 李氏

### 夫人
- 杜柔政，西晋镇南大将军、当阳侯杜预十一世孙女，南梁边城郡太守杜渐曾孙女，北周辅国将军、中散大夫、车骑大将军、仪同三司、硖州刺史杜叔毗孙女，隋朝淮南郡太守、士洋岷三州长史、洧州司马、庐江县开国公杜廉卿之女，杜柔政墓志被中国社会科学院文学研究所李煜东研究员认为是伪志[2]

## 延伸阅读
[在维基数据编辑]
 《舊唐書·卷70》，出自刘昫《舊唐書》
 《新唐書·卷098》，出自《新唐書》